# Dekanat Poraj
Dekanat Poraj – jeden z 36 dekanatów archidiecezji częstochowskiej. Znajduje się w regionie częstochowskim. Składa się z 10 parafii.

## Lista parafii
| Lp  | Miejscowość / parafia                                        | Proboszcz / administrator        | Kościół                                                          | Zdjęcie |
| --- | ------------------------------------------------------------ | -------------------------------- | ---------------------------------------------------------------- | ------- |
| 1.  | Choroń Parafia św. Jana Chrzciciela                          | ks. Jan Lisiecki                 | Kościół św. Jana Chrzciciela w Choroniu                          |         |
| 2.  | Jastrząb Parafia Najświętszej Maryi Panny Matki Miłosierdzia | ks. Marek Kazimierz Latos        | Kościół Najświętszej Maryi Panny Matki Miłosierdzia w Jastrzębiu |         |
| 3.  | Kamienica Polska Parafia św. Michała Archanioła              | ks. Zdzisław Simiński            | Kościół św. Michała Archanioła w Kamienicy Polskiej              |         |
| 4.  | Nierada Parafia Świętych Apostołów Piotra i Pawła            | ks. Marek Włoch                  | Kościół Świętych Apostołów Piotra i Pawła w Nieradzie            |         |
| 5.  | Osiny Parafia św. Tomasza Apostoła                           | ks. Paweł Tomasz Lesiakowski     | Kościół św. Tomasza Apostoła w Osinach                           |         |
| 6.  | Poczesna Parafia św. Jana Chrzciciela                        | ks. prałat Jarosław Sroka        | Kościół św. Jana Chrzciciela w Poczesnej                         |         |
|     | Huta Stara A                                                 |                                  | kaplica św. Marii Magdaleny w Hucie Starej A                     |         |
| 7.  | Poraj Parafia Najświętszego Serca Pana Jezusa                | ks. Zdzisław Wawrzyniec Zgrzebny | Kościół Najświętszego Serca Pana Jezusa w Poraju                 |         |
| 8.  | Starcza Parafia Najświętszej Maryi Panny Częstochowskiej     | ks. Janusz Witkowski             | Kościół Najświętszej Maryi Panny Częstochowskiej w Starczy       |         |
| 9.  | Wanaty Parafia bł. Karoliny Kózkówny BM                      | Ks. Marek Wojciech Maślankiewicz | Kościół bł. Karoliny Kózkówny w Wanatach                         |         |
| 10. | Wrzosowa Parafia Najświętszego Ciała i Krwi Chrystusa        | ks. Jacek Kołodziejczyk          | Kościół Najświętszego Ciała i Krwi Chrystusa we Wrzosowej        |         |